# Etawah
Etawah és una ciutat de l'Índia, a la riba del Yamuna a l'estat d'Uttar Pradesh, capital del districte d'Etawah. És municipalitat des de 1864. La població al cens de 2001 era de 211.460 habitants (1881: 34.721; 1901: 42.570).